# Hamburg-Amerika Linie
A Hamburg-Amerikanische Packetfahrt-Actien-Gesellschaft (HAPAG), ou simplesmente Hamburg-Amerika Linie ou Hamburg Linie, foi uma companhia de transporte marítimo alemã fundada em 1847 por Albert Ballin, Adolph Godeffroy, Ferdinand Laeisz, Carl Woermann e August Bolten.
Ela começou realizando travessias entre a Europa e América do Norte, porém com o tempo ela passou a servir todos os continentes. Seu fundador e diretor geral Ballin acreditava que tamanho, segurança e luxo sempre venceriam da velocidade, assim seus navios sempre eram direcionados para esses três pontos. A HAPAG concebeu no início da década de 1910 as maiores e mais luxuosas embarcações do mundo até então: SS Imperator, SS Vaterland e SS Bismarck. A Primeira Guerra Mundial fez a empresa perder a maior parte de sua frota, que foi tanto afundada quanto entregue aos vitoriosos como compensação de guerra.
A HAPAG conseguiu se recuperar o suficiente após a guerra para continuar ativa e oferecendo serviços, porém em uma escala muito inferior do que anteriormente. A Segunda Guerra Mundial novamente fez a companhia perder boa parte de sua frota. Ela acabou sobrevivendo novamente ao conflito e por fim se fundiu em setembro de 1970 com sua antiga rival Norddeutscher Lloyd para formar a Hapag-Lloyd, que existe até hoje.